# Équipe du Maroc de football à la Coupe du monde 1994
L'Équipe du Maroc de football participa à la coupe du monde de football de 1994, ce qui constitua sa troisième coupe du monde. Pour cette troisième édition, le Maroc fut éliminé au premier tour, en inscrivant deux buts et en encaissant cinq.

## Résumé
Le Maroc se présente à la Coupe du monde 1994, en tant que l’un des trois représentants du football africain.

## Qualifications

### Premier tour

#### Groupe F
11 octobre 1992 à Casablanca (Maroc) :  Maroc 5 - 0  Éthiopie
25 octobre 1992 à Cotonou (Bénin) :  Bénin 0 - 1  Maroc
20 décembre 1992 à Tunis (Tunisie) :  Tunisie 1 - 1  Maroc
17 janvier 1993 à Addis-Abeba (Éthiopie) :  Éthiopie 0 - 1  Maroc
31 janvier 1993 à Rabat (Maroc) :  Maroc 5 - 0  Bénin
28 février 1993 à Casablanca (Maroc) :  Maroc 0 - 0  Tunisie
| Rang | Équipe   | Pts | J | V | N | D | BP | BC | Dif |
| ---- | -------- | --- | - | - | - | - | -- | -- | --- |
| 1    | Maroc    | 10  | 6 | 4 | 2 | 0 | 13 | 1  | +12 |
| 2    | Tunisie  | 9   | 6 | 3 | 3 | 0 | 14 | 2  | +12 |
| 3    | Éthiopie | 3   | 6 | 1 | 1 | 4 | 3  | 11 | -8  |
| 4    | Bénin    | 2   | 6 | 1 | 0 | 5 | 3  | 19 | -16 |

Le Maroc accède au tour suivant.

### Tour final

#### Groupe 2
18 avril 1993 à Casablanca (Maroc) :  Maroc 1 - 0  Sénégal
4 juillet 1993 à Lusaka (Zambie) :  Zambie 2 - 1  Maroc
17 juillet 1993 à Dakar (Sénégal) :  Sénégal 1 - 3  Maroc
10 octobre 1993 à Casablanca (Maroc) :  Maroc 1 - 0  Zambie
| Rang | Équipe  | Pts | J | V | N | D | BP | BC | Dif |
| ---- | ------- | --- | - | - | - | - | -- | -- | --- |
| 1    | Maroc   | 6   | 4 | 3 | 0 | 1 | 6  | 3  | +3  |
| 2    | Zambie  | 5   | 4 | 2 | 1 | 1 | 6  | 2  | +4  |
| 3    | Sénégal | 1   | 4 | 0 | 1 | 3 | 1  | 8  | -7  |

Le Maroc qualifié pour la Coupe du monde.

## Effectif
| Numéro / Nom       | Numéro / Nom                                    | Club                    | Club            | Date de naissance | J.              | Buts            |                 |                 |                 |
| Gardiens de but    | Gardiens de but                                 | Gardiens de but         | Gardiens de but | Gardiens de but   | Gardiens de but | Gardiens de but | Gardiens de but | Gardiens de but | Gardiens de but |
| ------------------ | ----------------------------------------------- | ----------------------- | --------------- | ----------------- | --------------- | --------------- | --------------- | --------------- | --------------- |
| 1                  | Khalil Azmi                                     | RAJA de Casablanca      |                 | 23.08.1964        | 2               | 0               | 0               | 0               | 0               |
| 12                 | Said Dghay                                      | Olympique de Casablanca |                 | 14.01.1964        | 0               | 0               | 0               | 0               | 0               |
| 22                 | Zakaria Alaoui                                  | Kawkab de Marrakech     |                 | 17.06.1966        | 2               | 0               | 0               | 0               | 0               |
| Défenseurs         |                                                 |                         |                 |                   |                 |                 |                 |                 |                 |
| 2                  | Nacer Abdellah                                  | KSV Waregem             |                 | 03.03.1966        | 2               | 0               | 0               | 0               | 0               |
| 3                  | Abdelkrim El Hadrioui                           | FAR de Rabat            |                 | 06.03.1972        | 3               | 0               | 1               | 0               | 0               |
| 5                  | Smahi Triki                                     | LB Châteauroux          |                 | 01.08.1967        | 3               | 0               | 0               | 0               | 0               |
| 6                  | Noureddine Naybet                               | FC Nantes               |                 | 10.02.1970        | 2               | 0               | 2               | 0               | 0               |
| 11                 | Rachid Daoudi                                   | Wydad de Casablanca     |                 | 21.02.1966        | 3               | 0               | 1               | 0               | 0               |
| 14                 | Ahmed Masbahi                                   | Kawkab de Marrakech     |                 | 17.01.1966        | 0               | 0               | 0               | 0               | 0               |
| 18                 | Rachid Neqrouz                                  | Mouloudia Club d'Oujda  |                 | 19.10.1972        | 0               | 0               | 0               | 0               | 0               |
| Milieux de terrain |                                                 |                         |                 |                   |                 |                 |                 |                 |                 |
| 4                  | Tahar El Khalej (Capitaine aux 2e et 3e matchs) | Kawkab de Marrakech     |                 | 16.06.1968        | 2               | 0               | 1               | 0               | 0               |
| 7                  | Mustapha Hadji                                  | AS Nancy-Lorraine       |                 | 16.11.1971        | 3               | 0               | 0               | 0               | 0               |
| 8                  | Rachid Azzouzi                                  | MSV Duisbourg           |                 | 10.01.1971        | 3               | 0               | 1               | 0               | 0               |
| 10                 | Mustapha El Haddaoui (Capitaine au 1er match)   | SCO Angers              |                 | 07.03.1961        | 1               | 0               | 0               | 0               | 0               |
| 15                 | El Arbi Hababi                                  | OC Khouribga            |                 | 12.08.1967        | 3               | 0               | 1               | 0               | 0               |
| 19                 | Abdelmajid Bouyboud                             | Wydad de Casablanca     |                 | 24.10.1966        | 1               | 0               | 1               | 0               | 0               |
| Attaquants         |                                                 |                         |                 |                   |                 |                 |                 |                 |                 |
| 9                  | Mohammed Chaouch                                | OGC Nice                |                 | 12.12.1966        | 2               | 1               | 1               | 0               | 0               |
| 13                 | Ahmed Bahja                                     | Kawkab de Marrakech     |                 | 21.12.1970        | 3               | 0               | 0               | 0               | 0               |
| 16                 | Hassan Nader                                    | SC Farense              |                 | 08.07.1965        | 1               | 1               | 1               | 0               | 0               |
| 17                 | Lahcen Abrami                                   | Wydad Athletic Club     |                 | 31.12.1969        | 1               | 0               | 0               | 0               | 0               |
| 20                 | Hassan Kachloul                                 | Nîmes Olympique         |                 | 19.02.1973        | 0               | 0               | 0               | 0               | 0               |
| 21                 | Mohamed Samadi                                  | FAR de Rabat            |                 | 21.03.1970        | 1               | 0               | 1               | 0               | 0               |
| Sélectionneur      |                                                 |                         |                 |                   |                 |                 |                 |                 |                 |
|                    | Abdellah Blinda                                 |                         |                 | 25.09.1951        | 3               | -               | -               | -               | 0               |

## Phase finale

### Premier tour

#### Groupe F
Le Maroc perdit ses trois matchs par un but d'écart. La Belgique emprunta le même chemin que l'Argentine, à savoir finir au troisième rang après avoir remporté ses deux premiers matchs. Après ses victoires 1-0 face au Maroc et aux Pays-Bas, la Belgique fut battue sur le même score par l'Arabie Saoudite, avec notamment l'un des plus beaux buts de l'histoire de la Coupe du monde : Saeed Al-Owairan partant de sa moitié de terrain, slalomant parmi un labyrinthe de joueurs belges pour marquer l'unique but du match. Belges et Saoudiens se qualifièrent. Pour les Pays-Bas, la qualification fut plus tendue et nerveuse. Leur victoire 2-1 lors du premier match face à l'Arabie Saoudite fut suivie d'une défaite contre les Diables Rouges avant une autre victoire 2-1 aux dépens du Maroc, leur permettant de finir en tête du groupe. L'ailier Bryan Roy inscrivant le but vainqueur à quinze minutes du terme de la rencontre.
| Classement final |                 |     |   |   |   |   |    |    |      |
|                  | Équipe          | Pts | J | G | N | P | BP | BC | Diff |
| 1                | Pays-Bas        | 6   | 3 | 2 | 0 | 1 | 4  | 3  | +1   |
| 2                | Arabie saoudite | 6   | 3 | 2 | 0 | 1 | 4  | 3  | +1   |
| 3                | Belgique        | 6   | 3 | 2 | 0 | 1 | 2  | 1  | +1   |
| 4                | Maroc           | 0   | 3 | 0 | 0 | 3 | 2  | 5  | -3   |

| 19 juin | Belgique        | 1 | 0 | Maroc           |
| 20 juin | Pays-Bas        | 2 | 1 | Arabie saoudite |
| 25 juin | Arabie saoudite | 2 | 1 | Maroc           |
| 25 juin | Belgique        | 1 | 0 | Pays-Bas        |
| 29 juin | Arabie saoudite | 1 | 0 | Belgique        |
| 29 juin | Pays-Bas        | 2 | 1 | Maroc           |

| 19 juin 1994                      | Belgique    | 1 - 0 | Maroc | Citrus Bowl, Orlando                                |                                                     |
| 12:35 · Historique des rencontres | Degryse 11e |       |       | Spectateurs : 61 219 Arbitrage : José Torres Cadena | Spectateurs : 61 219 Arbitrage : José Torres Cadena |
| 12:35 · Historique des rencontres | (Rapport)   |       |       | Spectateurs : 61 219 Arbitrage : José Torres Cadena | Spectateurs : 61 219 Arbitrage : José Torres Cadena |

| 25 juin 1994                      | Arabie saoudite              | 2 - 1 | Maroc       | Giants Stadium, East Rutherford             |                                             |
| 12:35 · Historique des rencontres | Al-Jaber 7e (pen) · Amin 45e |       | Chaouch 28e | Spectateurs : 76 322 Arbitrage : Philip Don | Spectateurs : 76 322 Arbitrage : Philip Don |
| 12:35 · Historique des rencontres | (Rapport)                    |       |             | Spectateurs : 76 322 Arbitrage : Philip Don | Spectateurs : 76 322 Arbitrage : Philip Don |

| 29 juin 1994                      | Maroc     | 1 - 2 | Pays-Bas               | Citrus Bowl, Orlando                                    |                                                         |
| 12:35 · Historique des rencontres | Nader 47e |       | Bergkamp 43e · Roy 77e | Spectateurs : 60 578 Arbitrage : Alberto Tejada Noriega | Spectateurs : 60 578 Arbitrage : Alberto Tejada Noriega |
| 12:35 · Historique des rencontres | (Rapport) |       |                        | Spectateurs : 60 578 Arbitrage : Alberto Tejada Noriega | Spectateurs : 60 578 Arbitrage : Alberto Tejada Noriega |

## Buteurs
1 but
- Mohammed Chaouch
- Hassan Nader